# Republiek Piratini
De Republiek Piratini, of Republiek Riograndense (Portugees: República do Piratini of República Riograndense of República Rio-Grandense), was een separatistische staat die tussen 11 september 1836 en 1 maart 1845 bestond in wat nu de staat Rio Grande do Sul in Brazilië is.
De Republiek werd uitgeroepen door Antônio de Sousa Neto en maakte deel uit van een bredere antimonarchistische opstand tegen de Braziliaanse keizer Peter II, de zogeheten Lompenoorlog. Bento Gonçalves da Silva werd de eerste president van de staat. De republiek werd voornamelijk bestuurd door buitenlanders, die in de Argentijns-Braziliaanse Oorlog (1825-1828) hadden gevochten; generaals die geen compromis tussen het Braziliaanse keizerrijk en de republikeinse opstandelingen wilden. In de bijna negen jaar dat de republiek bestond, waren er achtereenvolgens vijf verschillende hoofdsteden: Piratini, Alegrete, Caçapava do Sul (officiële hoofdsteden), Bagé (voor slechts twee weken) en São Borja.
In juli 1839 vormde de Republiek Piratini een confederatie met de Republiek Juliana, die dat jaar werd uitgeroepen, maar die republiek zou maar vier maanden bestaan.
In 1842 kreeg de Republiek Piratini een eigen grondwet. Nog geen drie jaar later zou de republiek dan toch de strijd niet meer aankunnen en werd het gebied krachtens het Verdrag van Ponche Verde weer onderdeel van Brazilië.